# Segi

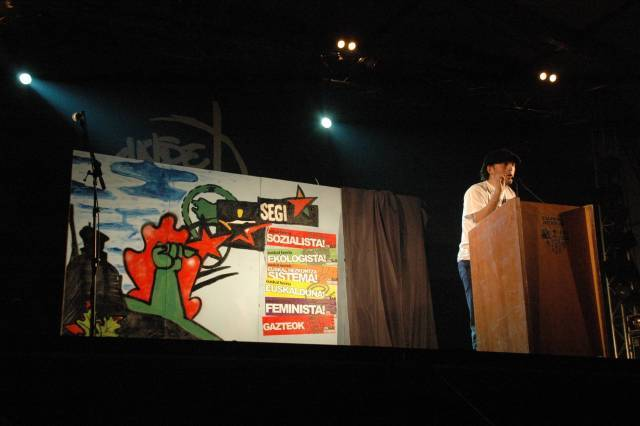
Acte polític de l'independentisme basc. Al fons, s'hi pot veure una pancarta amb el logo i la ideologia de Segi.

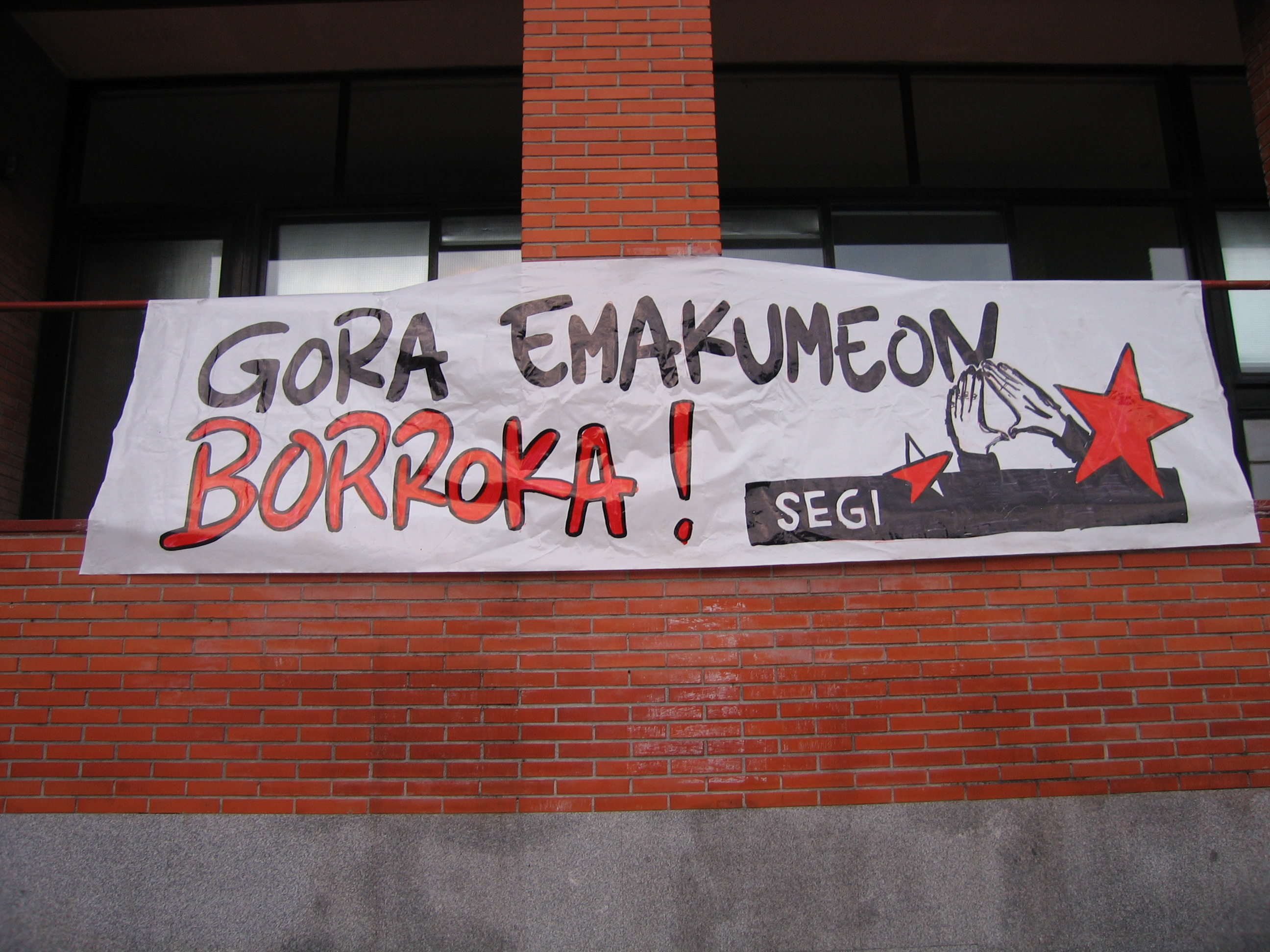
Pancarta "Visca la lluita feminista", a la Universitat del País Basc, Donostia.

Segi (de l'euskera, Seguir) fou una organització juvenil independentista i socialista de l'esquerra abertzale del País Basc (Euskadi, Navarra i Iparralde) creada l'any 2001. Il·legalitzada poc després el 2002 a l'estat espanyol sota l'acusació de fer perdurar la línia continuista de les organitzacions il·legalitzades Haika i Jarrai, la seva actuació es veié relegada a la clandestinitat, tot i que va continuar essent legal a França, fins a la seva autodissolució en 2012. L'organització de joves Ernai es considera com la continuadora de Segi.
Segi es definia a si mateixa com un moviment que té el seu àmbit d'actuació en els territoris d'Euskadi, Iparralde, Navarra i Treviñu (Euskal Herria), independentista, revolucionària i socialista, abertzale, euskaldun i euskalzale (bascoparlant i a favor de l'ús de l'euskera respectivament) i feminista.

## Història

### Constitució
Segi es va constituir oficialment el 16 de juny de 2001 en el transcurs de l'assemblea fundacional celebrada a Navarra, com a resposta a la decisió del jutge Baltasar Garzón de declarar il·legal a l'organització juvenil Haika. El grup es va presentar públicament el 30 de juny a Sant Sebastià en un acte en què els seus representants van assegurar que en l'organització hi havien participat 4.000 persones.

### Il·legalització
Està inscrita des del 27 de desembre de 2001 en la llista europea d'organitzacions terroristes i va ser declarada il·legal pel jutge de l'Audiència Nacional, Baltasar Garzón, el febrer de 2002 en considerar que perseguia les mateixes finalitats que Euskadi Ta Askatasuna. El Tribunal Suprem la va declarar com a organització terrorista vinculada a ETA el 19 de gener de 2007, corregint la sentència de l'Audiència Nacional de juny de 2005 que havia considerat a l'organització i els seus membres com a «associació il·lícita».
El 4 de febrer de 2007 van ser detinguts per l'Ertzaintza 18 dels 19 membres de Jarrai, Haika i Segi que estaven pròfugs de la justícia des de la declaració del Tribunal Suprem, després d'un acte celebrat al Frontó de l'Esperança de Bilbao.

### Dissolució
Segi va anunciar la seva dissolució el 15 de juny de 2012 a través d'un comunicat enviat a Gara i Berria. Segons els seus portaveus, la decisió va ser conseqüència d'un debat intern "profund i autocrític" durant més d'un any, en el qual es va considerar culminada l'estratègia fixada el 2002 per l'organització juvenil i es va valorar la pèrdua de perspectiva estratègica i la distància entre la joventut i Segi. Igualment, van admetre que per a prendre la decisió també va afectar la repressió i la il·legalització. Segi anuncià un últim acte a Itsasu el dia 24 de juny.